# Nati il 2 novembre
| Questa pagina contiene informazioni ricavate automaticamente dalle voci biografiche con l'ausilio del template Bio e di un bot. L'aggiornamento è periodico e automatico e ricostruisce completamente la pagina. Se manca una persona in questa lista, sei pregato di non aggiungerla, ma accertati piuttosto che la sua voce biografica contenga il template Bio e che i dati anagrafici siano correttamente compilati. Se il template Bio manca, inseriscilo tu stesso o, in alternativa, metti l'avviso {{tmp\|Bio}} che ne segnala la mancanza. Se i dati riportati sono sbagliati, correggi direttamente la voce biografica; le modifiche saranno visibili in questa lista entro pochi giorni. Per chiarimenti vedi il progetto biografie. La lista contiene solo le 1.084 persone che sono citate nell'enciclopedia e per le quali è stato implementato correttamente il template Bio. Pagina aggiornata al 13 ago 2025. |

## X secolo(1)
- 971 - Mahmud di Ghazna, re turco († 1030)

## XI secolo(1)
- 1082 - Hui Zong, imperatore cinese († 1135)

## XII secolo(1)
- 1154 - Costanza d'Altavilla, nobile normanna († 1198)

## XIII secolo(3)
- 1221 - Sayf al-Din Qutuz, sultano turco († 1260)
- 1226 - Isabella di Clare, nobile inglese
- 1235 - Enrico di Cornovaglia, principe inglese († 1271)

## XV secolo(5)
- 1417 - Sejo di Joseon, re coreano († 1468)
- 1418 - Gaspare Nadi, storico italiano († 1504)
- 1428 - Iolanda d'Angiò, duchessa († 1483)
- 1431 - Vlad III di Valacchia, nobile, militare e politico rumeno
- 1475 - Anna di York, principessa inglese († 1511)

## XVI secolo(12)
- 1502 - Pier Francesco Foschi, pittore italiano († 1567)
- 1528 - Petrus Lotichius Secundus, umanista e poeta tedesco († 1560)
- 1534 - Eleonora d'Austria, duchessa († 1594)
- 1545 - Ernesto Ludovico di Pomerania, duca tedesco († 1592)
- 1553 - Maddalena di Jülich-Kleve-Berg, principessa († 1633)
- 1562 - Cristoforo Canal, politico italiano († 1602)
- 1569 - Epifanio Ferdinando, medico e filosofo italiano († 1638)
- 1572 - Enrico I di Savoia-Nemours, nobile francese († 1632)
- 1580 - Marco Aurelio Severino, medico italiano († 1656)
- 1585 - Rudolf von Colloredo, militare e politico austriaco († 1657)
- 1589 - Giovanni Battista Zupi, gesuita, astronomo e matematico italiano († 1667)
- 1594 - Ernestina Iolanda di Ligne, nobildonna belga († 1663)

## XVII secolo(13)
- 1614 - Filippo Teodoro di Waldeck, nobile tedesco († 1645)
- 1636 - Edward Colston, mercante, filantropo e politico britannico († 1721)
- 1646 - Giovanni Battista I Ludovisi, nobile italiano († 1699)
- 1649 - Giovanni Adolfo I di Sassonia-Weissenfels, duca († 1697)
- 1649 - Esmé Stewart, II duca di Richmond, nobile inglese († 1660)
- 1667 - Giacomo Luigi Sobieski, nobile polacco († 1737)
- 1672 - Girolamo Mattei Orsini, arcivescovo cattolico, letterato e diplomatico italiano († 1740)
- 1681 - Angelo Felice Capelli, matematico e astronomo italiano († 1749)
- 1689 - Charles-François Panard, poeta e drammaturgo francese († 1765)
- 1692 - Unico Wilhelm van Wassenaer, diplomatico e compositore olandese († 1766)
- 1694 - Giuseppe Carlo del Palatinato-Sulzbach, nobile tedesco († 1729)
- 1696 - Luisa Adelaide di Borbone-Conti, nobile francese († 1750)
- 1699 - Jean-Baptiste-Siméon Chardin, pittore francese († 1779)

## XVIII secolo(47)
- 1708 - Saverio Selecchy, organista italiano († 1788)
- 1709 - Anna di Hannover, principessa britannica († 1759)
- 1710 - Andrea Negroni, cardinale italiano († 1789)
- 1727 - Giuliano Traballesi, pittore e incisore italiano († 1812)
- 1728 - Antoine-Eléonore-Léon Le Clerc de Juigné, arcivescovo cattolico francese († 1811)
- 1734 - Daniel Boone, esploratore statunitense († 1820)
- 1735 - Giovanni Andrea Avogadro, vescovo cattolico e gesuita italiano († 1815)
- 1737 - Gaetano Gaspare Uttini, medico italiano († 1817)
- 1739 - Carl Ditters von Dittersdorf, compositore e violinista austriaco († 1799)
- 1741 - Joan Derk van der Capellen tot den Pol, politico olandese († 1781)
- 1741 - Pierre-Joseph-Georges Pigneau de Béhaine, vescovo cattolico, missionario e religioso francese († 1799)
- 1751 - Théodore-Pierre Bertin, insegnante, traduttore e inventore francese († 1819)
- 1752 - Andrej Kirillovič Razumovskij, diplomatico, nobile e mecenate russo († 1836)
- 1754 - Gaspard de Bernard de Marigny, generale francese († 1794)
- 1755 - Maria Antonietta d'Asburgo-Lorena († 1793)
- 1757 - Pio Camillo Bonelli, VIII duca di Salci, duca, politico e rivoluzionario italiano († 1837)
- 1758 - Ryōkan Taigu, monaco buddista e poeta giapponese († 1831)
- 1759 - Johan Sigismund von Mösting, politico e economista danese († 1843)
- 1759 - Tarsizio Riviera Folesani, anatomista e chirurgo italiano († 1801)
- 1759 - Adrienne de La Fayette, nobile francese († 1807)
- 1764 - Benedetto Cappelletti, cardinale e vescovo cattolico italiano († 1834)
- 1766 - Josef Radetzky, feldmaresciallo austriaco († 1858)
- 1767 - Vittorio II di Anhalt-Bernburg-Schaumburg-Hoym, principe tedesco († 1812)
- 1767 - Edoardo Augusto di Hannover, nobile britannico († 1820)
- 1768 - Vera Nikolaevna Zavadovskaja, nobildonna russa († 1845)
- 1769 - Carlo Maria Pedicini, cardinale e vescovo cattolico italiano († 1843)
- 1772 - Giovanni Ladislao Pyrker, patriarca cattolico e scrittore ungherese († 1847)
- 1774 - Cesare Airoldi, politico e naturalista italiano († 1858)
- 1776 - Raimundo Jose da Cunha Mattos, militare e storico portoghese († 1839)
- 1777 - Sofia di Hannover, principessa († 1848)
- 1778 - Caroline Branchu, soprano francese († 1850)
- 1778 - Girolamo Molin, medico, veterinario e filosofo italiano († 1851)
- 1780 - Jacques Charles Brunet, bibliografo francese († 1867)
- 1782 - Eustoquio Díaz Vélez, militare argentino († 1856)
- 1785 - Carlo Ambrogio d'Austria-Este, arcivescovo cattolico italiano († 1809)
- 1786 - Anne Knight, attivista inglese († 1862)
- 1787 - Jean-François Croizier, vescovo cattolico francese († 1855)
- 1788 - James Iredell Jr., politico statunitense († 1853)
- 1791 - Ridolfo Castinelli, ingegnere e politico italiano († 1859)
- 1792 - Engelbert Sterckx, cardinale e arcivescovo cattolico belga († 1867)
- 1795 - James Knox Polk, politico statunitense († 1849)
- 1797 - Baltazar Mathias Keilhau, geologo e esploratore norvegese († 1858)
- 1797 - Narciso López, patriota venezuelano († 1851)
- 1797 - Tyrone Power, attore teatrale irlandese († 1841)
- 1798 - Jules Coignet, pittore francese († 1860)
- 1799 - Titian Peale, artista, naturalista e entomologo statunitense († 1885)
- 1800 - Giuseppe Durini, nobile, politico e patriota italiano († 1850)

## XIX secolo(177)
- 1801 - Luigi Biraghi, presbitero italiano († 1879)
- 1801 - Giuseppangelo de Fazio, vescovo cattolico italiano († 1838)
- 1802 - Roberto Sava, medico, filosofo e naturalista italiano († 1880)
- 1804 - Adolphe Le Flô, generale e politico francese († 1887)
- 1806 - Henry Kellett, ammiraglio e esploratore britannico († 1875)
- 1808 - Jules Amédée Barbey d'Aurevilly, scrittore francese († 1889)
- 1808 - Giuseppe Maria Sciandra, vescovo cattolico italiano († 1888)
- 1809 - Georg Beseler, giurista e politico prussiano († 1888)
- 1809 - Zinaida Ivanovna Naryškina, nobildonna russa († 1893)
- 1810 - Hans Peter Christian Møller, zoologo e politico danese († 1845)
- 1811 - Evgenij Grigor'evič Gagarin, politico russo († 1886)
- 1812 - Edmund von Hartig, diplomatico e nobile austriaco († 1883)
- 1813 - Giacomo Conti, pittore italiano († 1888)
- 1815 - George Boole, matematico e logico inglese († 1864)
- 1816 - Charles Tylor, scrittore inglese († 1902)
- 1818 - Isacco Gioacchino Levi, pittore e scrittore italiano († 1908)
- 1820 - Angelo Messedaglia, economista, statistico e politico italiano († 1901)
- 1820 - Ventura Ruiz Aguilera, poeta spagnolo († 1881)
- 1821 - Henry Lennox, politico inglese († 1886)
- 1822 - Claudius Popelin, artigiano, poeta e pittore francese († 1892)
- 1823 - Enrico Franchini, militare italiano († 1887)
- 1823 - Gesualdo Nicola Loschirico, arcivescovo cattolico italiano († 1890)
- 1824 - Carl August Julius Milde, botanico e medico tedesco († 1871)
- 1824 - Robert von Zimmermann, filosofo austriaco († 1898)
- 1827 - Eugenio Scamporlino, religioso e presbitero italiano († 1911)
- 1829 - Angelo Visconti, pittore italiano († 1861)
- 1831 - August Essenwein, architetto e storico dell'arte tedesco († 1892)
- 1832 - John Edward McCullough, attore teatrale irlandese († 1885)
- 1834 - Levi Leiter, imprenditore statunitense († 1904)
- 1836 - Bartolomeo Peyrot, alpinista italiano († 1920)
- 1838 - Luigi Accattatis, storico e lessicografo italiano († 1916)
- 1838 - Adalbert Merx, teologo e orientalista tedesco († 1909)
- 1839 - Ernst Georg Ferdinand Küster, chirurgo tedesco († 1930)
- 1840 - Michael Felix Korum, vescovo cattolico tedesco († 1921)
- 1840 - Victorino de la Plaza, politico e avvocato argentino († 1919)
- 1844 - Mehmet V, sultano e califfo ottomano († 1918)
- 1845 - Paolo Spingardi, generale, politico e dirigente sportivo italiano († 1918)
- 1846 - Hayranidil Kadin, ottomana († 1895)
- 1847 - Martin Gosselin, diplomatico inglese († 1905)
- 1847 - Georges Sorel, filosofo, sociologo e ingegnere francese († 1922)
- 1850 - Masaniello Parise, maestro di scherma italiano († 1910)
- 1852 - John Newport Langley, fisiologo britannico († 1925)
- 1853 - Angelo Persico, magistrato e politico italiano († 1924)
- 1853 - Casimir Semelaigne, schermidore francese († 1924)
- 1854 - Isidor Gunsberg, scacchista ungherese († 1930)
- 1855 - Henrik Schück, scrittore svedese († 1947)
- 1855 - Carlo Viola, geologo italiano († 1925)
- 1856 - Oskar Fleischer, musicologo tedesco († 1933)
- 1856 - Hermann von Kuhl, generale e storico tedesco († 1958)
- 1856 - Carlo Nigra, architetto italiano († 1942)
- 1858 - Lorimer Johnston, regista, attore e sceneggiatore statunitense († 1941)
- 1858 - Victorino Márquez Bustillos, politico venezuelano († 1941)
- 1858 - Dimităr Petkov, politico bulgaro († 1907)
- 1859 - Aleksandr Vasil'evič Samsonov, generale russo († 1914)
- 1860 - Soapy Smith, truffatore statunitense († 1898)
- 1860 - Giuseppe Vicentini, fisico e sismologo italiano († 1944)
- 1861 - Maurice Blondel, filosofo francese († 1949)
- 1861 - Georgij Evgen'evič L'vov, politico russo († 1925)
- 1861 - Giuliano Ricci Lotteringi del Riccio, militare e politico italiano († 1944)
- 1861 - Mario Sturzo, vescovo cattolico italiano († 1941)
- 1863 - Maria Margherita Caiani, religiosa italiana († 1921)
- 1863 - Jean-Baptiste Marchand, generale e esploratore francese († 1934)
- 1863 - Venny Soldan-Brofeldt, pittrice finlandese († 1945)
- 1864 - Philippe Monnier, scrittore svizzero († 1911)
- 1865 - Warren G. Harding, politico statunitense († 1923)
- 1866 - Mario Carrara, medico e antifascista italiano († 1937)
- 1866 - Rheta Childe Dorr, scrittrice, giornalista e attivista statunitense († 1948)
- 1866 - Pietro Sitta, politico e economista italiano († 1947)
- 1866 - Adolfo Zerboglio, avvocato, politico e giornalista italiano († 1952)
- 1867 - Leonardo Mordini, diplomatico e storico italiano († 1943)
- 1868 - Frank Mobley, calciatore inglese († 1940)
- 1868 - Taikan Yokoyama, pittore giapponese († 1958)
- 1869 - Riccardo Barthelemy, compositore e pianista italiano († 1955)
- 1869 - Hermann Dürck, patologo tedesco († 1941)
- 1870 - Carlo Bertolazzi, commediografo e critico teatrale italiano († 1916)
- 1870 - Giuseppe Sbaraglini, avvocato, politico e antifascista italiano († 1947)
- 1871 - Onofrio Fragnito, medico italiano († 1959)
- 1871 - Poul Heegaard, matematico danese († 1948)
- 1873 - Carmela Ayr Chiari, poetessa e scrittrice italiana († 1958)
- 1873 - Aurora Pavlovna Demidova, nobildonna russa († 1904)
- 1873 - Céline Laguarde, fotografa francese († 1961)
- 1874 - Thomas Baddeley, calciatore inglese († 1946)
- 1874 - Sigfús Blöndal, scrittore islandese († 1950)
- 1874 - Paul Chalfin, architetto statunitense († 1959)
- 1874 - Pál Prónay, militare ungherese
- 1874 - Francesco Sidoli, arcivescovo cattolico italiano († 1924)
- 1874 - Jack Zealley, calciatore inglese († 1956)
- 1875 - Henri Frotier de La Messelière, storico e genealogista francese († 1965)
- 1876 - Ekaterina Vasil'evna Gel'cer, ballerina russa († 1962)
- 1876 - Francis Jourdain, pittore, disegnatore e designer francese († 1958)
- 1877 - Aga Khan III, imam pakistano († 1957)
- 1877 - Fred J. Balshofer, regista, direttore della fotografia e sceneggiatore statunitense († 1969)
- 1877 - Clark Leiblee, velocista statunitense († 1917)
- 1877 - Claire McDowell, attrice statunitense († 1966)
- 1877 - Teixeira de Pascoaes, poeta, scrittore e filosofo portoghese († 1952)
- 1879 - Marion Jones Farquhar, tennista statunitense († 1965)
- 1879 - Ted Pepper, ginnasta britannico († 1960)
- 1879 - Samuel Sharman, tiratore a segno statunitense († 1951)
- 1879 - Walery Sławek, politico polacco († 1939)
- 1880 - Fritz Achterberg, attore tedesco
- 1880 - Sigismondo Damiani, francescano e militare italiano († 1944)
- 1880 - John Foulds, compositore inglese († 1939)
- 1880 - Charles Kenyon, sceneggiatore e commediografo statunitense († 1961)
- 1880 - Davide Mele, imprenditore, dirigente d'azienda e politico italiano († 1947)
- 1882 - Amleto Cataldi, scultore italiano († 1930)
- 1882 - Edmond Derrien, ammiraglio francese († 1946)
- 1882 - Oscar Engelstad, ginnasta norvegese († 1972)
- 1882 - Leo Perutz, scrittore e drammaturgo austriaco († 1957)
- 1883 - Luigi Ambrosini, scrittore e giornalista italiano († 1929)
- 1883 - Willem Boerdam, calciatore olandese († 1966)
- 1883 - Violet Clifton, scrittrice britannica († 1961)
- 1883 - Alberto De Agostini, presbitero, geografo e esploratore italiano († 1960)
- 1883 - Martin Flavin, scrittore e drammaturgo statunitense († 1967)
- 1883 - Frico Kafenda, compositore e direttore d'orchestra slovacco († 1969)
- 1883 - Eberardo Pavesi, ciclista su strada e dirigente sportivo italiano († 1974)
- 1883 - Jean-Marie-Rodrigue Villeneuve, cardinale e arcivescovo cattolico canadese († 1947)
- 1883 - Penčo Zlatev, generale e politico bulgaro († 1948)
- 1884 - John Hyacinth Power, erpetologo e botanico irlandese († 1964)
- 1884 - Sigurd Savonius, ingegnere finlandese († 1931)
- 1884 - Thomas Anthony Welch, vescovo cattolico statunitense († 1959)
- 1885 - Vincent Ardissone, dirigente sportivo e imprenditore italiano († 1964)
- 1885 - Cosme Damião, calciatore e allenatore di calcio portoghese († 1947)
- 1885 - Harlow Shapley, astronomo statunitense († 1972)
- 1886 - Philip Merivale, attore e sceneggiatore inglese († 1946)
- 1887 - Arrigo Gradi, calciatore italiano († 1969)
- 1887 - Willi Moser, generale tedesco († 1946)
- 1887 - Hans Schmidt, calciatore tedesco († 1916)
- 1887 - Harry Austryn Wolfson, storico della filosofia, ebraista e docente statunitense († 1974)
- 1888 - Alfred Asikainen, lottatore finlandese († 1942)
- 1888 - Scott Duncan, calciatore e allenatore di calcio scozzese († 1976)
- 1889 - Arnoldo Mondadori, editore italiano († 1971)
- 1890 - Olga Desmond, attrice e danzatrice tedesca († 1964)
- 1890 - Silvio Ferri, archeologo italiano († 1978)
- 1890 - Kunio Kishida, scrittore giapponese († 1954)
- 1890 - Moa Martinson, scrittrice svedese († 1964)
- 1890 - Yoshitsugu Saitō, generale giapponese († 1944)
- 1891 - Harold Koch Boysen, aviatore statunitense († 1963)
- 1891 - Helmuth Weidling, generale tedesco († 1955)
- 1892 - Paul Abraham, compositore ungherese († 1960)
- 1892 - Alice Brady, attrice statunitense († 1939)
- 1893 - Victor Crutchley, ammiraglio inglese († 1986)
- 1893 - Vera Ermolaeva, pittrice, grafica e illustratrice russa († 1937)
- 1893 - Battista Farina, imprenditore e carrozziere italiano († 1966)
- 1893 - Georges Houard, giornalista francese († 1964)
- 1893 - Orland Steen Loomis, avvocato e politico statunitense († 1942)
- 1893 - Leopoldo Torricelli, ciclista su strada e pistard italiano († 1930)
- 1893 - Tim Whelan, regista, sceneggiatore e produttore cinematografico statunitense († 1957)
- 1894 - Bill Johnston, tennista statunitense († 1946)
- 1894 - Alexander Lippisch, ingegnere tedesco († 1976)
- 1894 - Antonio Putzolu, politico e avvocato italiano († 1969)
- 1895 - Olof Vilhelm Arrhenius, biochimico e naturalista svedese († 1977)
- 1895 - Giacomo Etna, scrittore, giornalista e saggista italiano († 1963)
- 1896 - Eugenia Martinet, poetessa italiana († 1983)
- 1896 - Eduardo Alfredo Olivero, militare e aviatore argentino († 1966)
- 1896 - Silvio Palli, militare e aviatore italiano († 1918)
- 1896 - Linda Pini, attrice italiana († 1971)
- 1897 - Abba Achimeir, giornalista sovietico († 1962)
- 1897 - Giuseppe De Carli, militare italiano († 1960)
- 1897 - Dezső Gencsy, calciatore e allenatore di calcio ungherese († 1977)
- 1897 - Dennis King, attore e cantante britannico († 1971)
- 1897 - Sohrab Modi, attore, regista e produttore cinematografico indiano († 1984)
- 1897 - Felice Rovida, arbitro di calcio italiano († 1955)
- 1897 - Richard B. Russell, politico statunitense († 1971)
- 1898 - Antonio Boschetti, presbitero italiano († 1981)
- 1898 - Alfredo D'Arbela, ingegnere italiano († 1977)
- 1898 - Juan Marinello, scrittore e politico cubano († 1977)
- 1898 - Giuseppe Scortecci, zoologo, esploratore e docente italiano († 1973)
- 1898 - Ernesto Sestan, storico italiano († 1986)
- 1899 - Orlando Amêndola, nuotatore, pallanuotista e canottiere brasiliano († 1974)
- 1899 - Peter Aufschnaiter, alpinista e agronomo austriaco († 1973)
- 1899 - Antonio Fayenz, calciatore italiano († 1980)
- 1899 - Edgar du Perron, scrittore olandese († 1940)
- 1899 - Walter Woolf King, attore e cantante statunitense († 1984)
- 1900 - Carola Neher, attrice teatrale tedesca († 1942)
- 1900 - Pietro Pastorino, velocista italiano
- 1900 - Pietro Ristori, politico, sindacalista e partigiano italiano († 1984)
- 1900 - Jorge Sarmiento, calciatore peruviano († 1957)

## XX secolo(803)
- 1901 - Alexandre Breffort, giornalista, scrittore e drammaturgo francese († 1971)
- 1901 - Sabato De Vita, militare italiano († 1942)
- 1901 - James Dunn, attore statunitense († 1967)
- 1901 - Paul Ford, attore statunitense († 1976)
- 1901 - Harry Grey, criminale e scrittore statunitense († 1980)
- 1901 - Giuseppe Marcantonio, partigiano italiano († 1975)
- 1901 - Jean Nicolas, presbitero e missionario francese († 1984)
- 1901 - Joseph Van Dam, ciclista su strada e ciclocrossista belga († 1986)
- 1902 - Huang Chieh, generale e politico cinese († 1995)
- 1902 - Gyula Illyés, scrittore ungherese († 1983)
- 1902 - Santos Iriarte, calciatore uruguaiano († 1968)
- 1902 - Michail Janšin, attore sovietico († 1976)
- 1902 - Sergej Alekseevič Lebedev, ingegnere sovietico († 1974)
- 1902 - Yang Hansheng, sceneggiatore, drammaturgo e scrittore cinese († 1993)
- 1903 - Travis Jackson, giocatore di baseball statunitense († 1987)
- 1903 - Martino Matronola, abate e vescovo cattolico italiano († 1994)
- 1903 - Fabio Pennacchi, generale e medico italiano († 1988)
- 1904 - Antonio Asturi, pittore italiano († 1986)
- 1904 - Armando Del Debbio, calciatore e allenatore di calcio brasiliano († 1984)
- 1904 - Marino Furlani, calciatore italiano († 1975)
- 1904 - Niddy Impekoven, ballerina e attrice tedesca († 2002)
- 1904 - Paul L. Strack, numismatico e storico tedesco († 1941)
- 1905 - Colin Clark, economista inglese († 1989)
- 1905 - William A. Owens, scrittore e insegnante statunitense († 1990)
- 1905 - Georges Schehadé, scrittore, poeta e drammaturgo libanese († 1989)
- 1905 - Marian Suski, schermidore polacco († 1993)
- 1905 - Emilio Trabucchi, farmacologo e politico italiano († 1984)
- 1906 - Aldo Baldi, calciatore e allenatore di calcio italiano († 1994)
- 1906 - Louise Justine Delbos, violinista e compositrice francese († 1959)
- 1906 - Bengt Edlén, fisico e astronomo svedese († 1993)
- 1906 - Ruth Hellberg, attrice e doppiatrice tedesca († 2001)
- 1906 - Paul Thompson, hockeista su ghiaccio e allenatore di hockey su ghiaccio canadese († 1991)
- 1906 - Luchino Visconti, regista, sceneggiatore e scenografo italiano († 1976)
- 1907 - Paolo Graziosi, archeologo e antropologo italiano († 1988)
- 1907 - Sydney Guilaroff, parrucchiere statunitense († 1997)
- 1907 - Walter Kaiser, calciatore tedesco († 1982)
- 1907 - Émile Stijnen, calciatore belga († 1997)
- 1908 - Reginald Beckwith, attore britannico († 1965)
- 1908 - Bunny Berigan, trombettista e cantante statunitense († 1942)
- 1908 - Clara Frediani, soprano italiano († 1982)
- 1908 - Emilio Renzi, tenore italiano († 1990)
- 1909 - Nicola Foschini, avvocato e politico italiano († 1999)
- 1909 - Pál Kárpáti, calciatore ungherese († 1984)
- 1909 - Luigi Armando Olivero, poeta e giornalista italiano († 1996)
- 1909 - Salvatore Oppes, cavaliere italiano († 1987)
- 1909 - Alessandro Ronconi, latinista, filologo classico e traduttore italiano († 1982)
- 1909 - Vito Sangirardi, architetto italiano († 1999)
- 1910 - Voldemārs Elmūts, cestista lettone († 1966)
- 1910 - Cesare Pellegatta, allenatore di calcio e calciatore italiano († 1996)
- 1910 - Tefta Tashko Koço, soprano albanese († 1947)
- 1911 - Hans Aichele, bobbista svizzero († 1948)
- 1911 - Piero Andreoli, calciatore e allenatore di calcio italiano († 1984)
- 1911 - Laura Archera, violinista e scrittrice italiana († 2007)
- 1911 - Odysseas Elytīs, poeta greco († 1996)
- 1911 - Robert Geib, calciatore lussemburghese († 1996)
- 1911 - Oreste Genta, generale e aviatore italiano († 2018)
- 1911 - Alberto Ricevuti, politico italiano
- 1911 - Raphael M. Robinson, matematico statunitense († 1995)
- 1911 - Paul Carell, funzionario e scrittore tedesco († 1997)
- 1912 - Francisco Albino, calciatore portoghese († 1993)
- 1912 - James Bickford, bobbista statunitense († 1989)
- 1912 - Manuella Kalili, nuotatore statunitense († 1969)
- 1912 - Otto Licha, pallamanista austriaco († 1996)
- 1912 - Demos Malavasi, operaio e partigiano italiano († 1943)
- 1912 - Toña la Negra, cantante e attrice messicana († 1982)
- 1913 - Carmen Amaya, ballerina e cantante spagnola († 1963)
- 1913 - Ferdinando Bellorini, pittore italiano († 2011)
- 1913 - Domenico Bertazzoli, calciatore italiano
- 1913 - Romana Guarnieri, medievista italiana († 2004)
- 1913 - Burt Lancaster, attore, regista e produttore cinematografico statunitense († 1994)
- 1913 - Assunta Radico, attrice italiana († 1998)
- 1913 - Albano Seguri, scultore, pittore e incisore italiano († 2001)
- 1913 - Leendert Gerrit Westerink, filologo classico, grecista e bizantinista olandese († 1990)
- 1914 - Stanisław Bacia, militare polacco († 1969)
- 1914 - Corrado Casalini, calciatore italiano († 1993)
- 1914 - Salvatore Crippa, ciclista su strada italiano († 1971)
- 1914 - Ugo Croatto, politico e chimico italiano († 1993)
- 1914 - Justinus Darmojuwono, cardinale e arcivescovo cattolico indonesiano († 1994)
- 1914 - Jesse Flores, giocatore di baseball statunitense († 1991)
- 1914 - Aldo Giordani, direttore della fotografia italiano († 1982)
- 1914 - Ray Walston, attore statunitense († 2001)
- 1915 - Oreste Brondi, calciatore italiano
- 1915 - Roberto Calandra, architetto italiano († 2015)
- 1915 - Hans Juurup, cestista estone († 2009)
- 1915 - Wilhelm Piec, calciatore polacco († 1954)
- 1916 - Chet Carlisle, cestista statunitense († 1988)
- 1916 - Violet Cliff, pattinatrice artistica su ghiaccio britannica († 2003)
- 1916 - Mário Galvão, calciatore portoghese
- 1916 - Adriaan van Wijngaarden, matematico e informatico olandese († 1987)
- 1917 - John Dirks, fumettista e scultore statunitense († 2010)
- 1917 - Bronisław Dąbrowski, vescovo cattolico polacco († 1997)
- 1917 - Richard Eugene Fleming, militare e aviatore statunitense († 1942)
- 1917 - Iyozō Fujita, aviatore giapponese († 2006)
- 1917 - Durward Knowles, velista bahamense († 2018)
- 1917 - Li Minhua, ingegnera e fisica cinese († 2013)
- 1917 - José Perácio, calciatore brasiliano († 1977)
- 1917 - Ann Rutherford, attrice canadese († 2012)
- 1917 - Willy Sundblad, calciatore norvegese († 1974)
- 1918 - Eolo Capritti, attore italiano († 2007)
- 1918 - Raimon Panikkar, filosofo, teologo e presbitero spagnolo († 2010)
- 1918 - Elemér Terták, pattinatore artistico su ghiaccio ungherese († 1999)
- 1918 - Michele Tossani, imprenditore italiano († 2011)
- 1919 - Jozef Balázsy, calciatore cecoslovacco († 1998)
- 1919 - Teresa Delta, politica brasiliana († 1993)
- 1919 - Pietro Fiore, calciatore italiano
- 1919 - Jorge de Sena, poeta, scrittore e drammaturgo portoghese († 1978)
- 1919 - Warren Stevens, attore statunitense († 2012)
- 1919 - Fernando de Diego, traduttore e esperantista spagnolo († 2005)
- 1920 - Lewis Charles, attore statunitense († 1979)
- 1920 - Dmitrij Vasil'evič Ermakov, militare e aviatore sovietico († 1993)
- 1920 - Vieri Tosatti, compositore italiano († 1999)
- 1921 - David Consunji, imprenditore e politico filippino († 2017)
- 1921 - Sally Gilmour, ballerina britannica († 2004)
- 1921 - Søren Kam, militare danese († 2015)
- 1921 - Kurt Lauterbach, allenatore di pallacanestro e dirigente sportivo tedesco († 2010)
- 1921 - Wanda Półtawska, psichiatra, scrittrice e attivista polacca († 2023)
- 1921 - Carlo Re Dionigi, calciatore italiano
- 1922 - Ria Baran, pattinatrice artistica su ghiaccio tedesca († 1986)
- 1922 - Frederick J. Simoons, antropologo statunitense († 2022)
- 1923 - Saka-Acquaye, artista ghanese († 2007)
- 1923 - Luis Díez, pallanuotista argentino († 2015)
- 1923 - Hazel Douglas, attrice britannica († 2016)
- 1923 - Vincenzo Pavone, politico italiano († 2013)
- 1923 - Pearl Carr & Teddy Johnson, cantante britannica († 2020)
- 1923 - Léon Rossi, allenatore di calcio e calciatore francese († 2007)
- 1923 - Cesare Rubini, pallanuotista, cestista e allenatore di pallacanestro italiano († 2011)
- 1923 - Ida Vitale, poetessa, traduttrice e saggista uruguaiana
- 1924 - Dino Carta, partigiano italiano († 1945)
- 1924 - Rudy Van Gelder, statunitense († 2016)
- 1924 - Albert Houssiau, vescovo e teologo belga
- 1924 - Sergio Pellizzari, politico italiano († 2010)
- 1925 - Vladimir Michajlovič Gorikker, regista sovietico († 2021)
- 1925 - Gretchen Merrill, pattinatrice artistica su ghiaccio statunitense († 1965)
- 1925 - Costantino Michelini, allenatore di pallacanestro e dirigente sportivo italiano
- 1925 - Necmi Onarıcı, calciatore turco († 1968)
- 1925 - Rosario Poma, giornalista italiano († 2006)
- 1926 - Klaus Biemann, chimico austriaco († 2016)
- 1926 - Antonio Cantisani, arcivescovo cattolico italiano († 2021)
- 1926 - Peter Robert Franke, numismatico e storico tedesco († 2018)
- 1926 - Howard Post, fumettista statunitense († 2010)
- 1926 - Whitey Skoog, cestista e allenatore di pallacanestro statunitense († 2019)
- 1927 - Steve Ditko, fumettista statunitense († 2018)
- 1927 - John Sainsbury, imprenditore e filantropo inglese († 2022)
- 1927 - Jef Van der Linden, calciatore belga († 2008)
- 1928 - John Baring, VII barone Ashburton, nobile e dirigente d'azienda britannico († 2020)
- 1928 - Vladimir Beara, calciatore e allenatore di calcio jugoslavo († 2014)
- 1928 - Ray Daniel, calciatore e allenatore di calcio gallese († 1997)
- 1928 - Claudio Ferrucci, politico italiano († 1983)
- 1928 - Herb Geller, sassofonista e compositore statunitense († 2013)
- 1928 - Leon Hart, giocatore di football americano statunitense († 2002)
- 1928 - Paul Johnson, storico, giornalista e saggista britannico († 2023)
- 1928 - Jim Luisi, cestista e attore statunitense († 2002)
- 1929 - Rachel Ames, attrice statunitense
- 1929 - Amar G. Bose, ingegnere, imprenditore e docente statunitense († 2013)
- 1929 - Dino Coltro, scrittore e poeta italiano († 2009)
- 1929 - Guido De Guidi, politico italiano († 2020)
- 1929 - Germain Derycke, ciclista su strada belga († 1978)
- 1929 - Pierre Dupuis, illustratore e scrittore francese († 2004)
- 1929 - Vittorio Giovanelli, autore televisivo, dirigente d'azienda e saggista italiano
- 1929 - Carwyn James, rugbista a 15 e allenatore di rugby a 15 gallese († 1983)
- 1929 - Muhammad Rafiq Tarar, politico pakistano († 2022)
- 1929 - Richard Edward Taylor, fisico canadese († 2018)
- 1930 - Edgar Falch, calciatore norvegese († 2013)
- 1930 - Hakob Faraǰyan, sollevatore sovietico († 1996)
- 1930 - James Eyre, generale inglese († 2003)
- 1931 - Gérard Barray, attore francese († 2024)
- 1931 - Vinicio Nesti, cestista e allenatore di pallacanestro italiano († 2014)
- 1931 - Paolo Portoghesi, architetto e teorico dell'architettura italiano († 2023)
- 1931 - Don Walsh, oceanografo e esploratore statunitense († 2023)
- 1931 - Phil Woods, sassofonista statunitense († 2015)
- 1932 - Pál Gábor, regista ungherese († 1987)
- 1932 - Vanni Materassi, attore italiano († 2011)
- 1932 - Romano Mazzoli, politico e avvocato statunitense († 2022)
- 1932 - Henri Namphy, politico e generale haitiano († 2018)
- 1932 - Hans Neuerburg, calciatore tedesco
- 1932 - Melvin Schwartz, fisico statunitense († 2006)
- 1932 - Valero Serer, calciatore spagnolo († 2022)
- 1932 - Guy Sparrow, ex cestista statunitense
- 1933 - Kåre Aasgaard, calciatore norvegese († 2025)
- 1933 - Bruno Brizzi, ex calciatore svizzero
- 1933 - Nina Erëmina, cestista e telecronista sportiva sovietica († 2016)
- 1933 - Kevin Michael Manning, vescovo cattolico australiano († 2024)
- 1933 - Antonio Puddu, scrittore italiano († 2022)
- 1933 - Emilio Uberti, fumettista, regista e illustratore italiano († 2016)
- 1934 - Renzo Bergamo, pittore italiano († 2004)
- 1934 - Enrique Collar, ex calciatore spagnolo
- 1934 - Birutė Kalėdienė, ex giavellottista sovietica
- 1934 - Ken Rosewall, ex tennista australiano
- 1934 - Angelo Stucchi, ex calciatore italiano
- 1934 - Gerhard Thurow, pilota motociclistico tedesco († 1976)
- 1935 - Efat Ghazi, attivista iraniana († 1990)
- 1935 - Bilal Xhaferri, scrittore albanese († 1986)
- 1936 - Stan Malinowski, fotografo statunitense
- 1936 - Rosemary Radford Ruether, teologa statunitense († 2022)
- 1936 - Jack Starrett, attore e regista statunitense († 1989)
- 1937 - Cip Barcellini, attore e direttore del doppiaggio italiano
- 1937 - Aloys Jousten, vescovo cattolico belga († 2021)
- 1937 - Paolo Mentani, ex calciatore italiano
- 1938 - Jairo Arias, calciatore colombiano († 2023)
- 1938 - Mirko Bazić, allenatore di calcio e calciatore jugoslavo († 2021)
- 1938 - Antonella Bechi Piaggio, italiana († 1999)
- 1938 - Pat Buchanan, politico statunitense
- 1938 - Tano Festa, artista, pittore e fotografo italiano († 1988)
- 1938 - Erik Gaardhøje, calciatore danese († 2007)
- 1938 - Tat'jana Petrenko-Samusenko, schermitrice sovietica († 2000)
- 1938 - Sergio Rodaro, calciatore italiano († 2011)
- 1938 - Richard Serra, performance artist e scultore statunitense († 2024)
- 1938 - Sofia di Grecia, regina greca
- 1939 - Enrico Albertosi, ex calciatore italiano
- 1939 - Chuck Bittick, pallanuotista e nuotatore statunitense († 2005)
- 1939 - José Maria Eymael, politico e avvocato brasiliano
- 1939 - Sven Åge Madsen, scrittore danese
- 1939 - Tom Thacker, ex cestista e allenatore di pallacanestro statunitense
- 1940 - Jim Bakken, ex giocatore di football americano statunitense
- 1940 - Dalil Boubakeur, medico francese
- 1940 - Ed Budde, giocatore di football americano statunitense († 2023)
- 1940 - Vincenzo Cerami, scrittore, giornalista e sceneggiatore italiano († 2013)
- 1940 - Virgilio Crocco, giornalista italiano († 1973)
- 1940 - Pantelej Dimitrov, calciatore bulgaro († 2001)
- 1940 - Giuseppe Lisciani, editore, scrittore e pedagogista italiano († 2022)
- 1940 - Gigi Proietti, attore e doppiatore italiano († 2020)
- 1941 - Linda Bement, modella statunitense († 2018)
- 1941 - Guido Giustiniano, religioso, teologo e giurista italiano († 1998)
- 1941 - Billie Nelson, pilota motociclistico britannico († 1974)
- 1941 - Giovanni Salvati, pilota automobilistico italiano († 1971)
- 1941 - Giuseppe Stefanelli, ex cestista, allenatore di pallacanestro e imprenditore italiano
- 1941 - Mario Trevi, cantante e attore teatrale italiano
- 1941 - Bruce Welch, chitarrista, cantante e produttore discografico britannico
- 1942 - Vasco Giannotti, politico italiano
- 1942 - Shere Hite, sessuologa, scrittrice e storica tedesca († 2020)
- 1942 - Laurana Lajolo, scrittrice italiana
- 1942 - Stefanie Powers, attrice e giocatrice di polo statunitense
- 1942 - Ron Reed, ex giocatore di baseball e ex cestista statunitense
- 1942 - Marco Tropea, editore, giornalista e scrittore italiano († 2023)
- 1942 - Bibi Vogel, attrice, cantante e attivista brasiliana († 2004)
- 1943 - Tina Chen, attrice cinese
- 1943 - Casey Donovan, attore pornografico statunitense († 1987)
- 1943 - Gianfranco Macchia, ex pugile italiano
- 1943 - Adel Sedra, ingegnere egiziano
- 1943 - Bob Swaim, regista statunitense
- 1943 - José Antonio Tejedor, calciatore e allenatore di calcio spagnolo († 2025)
- 1944 - Michael Buffer, telecronista sportivo e attore statunitense
- 1944 - Patrice Chéreau, regista, sceneggiatore e attore francese († 2013)
- 1944 - Remo Di Giandomenico, politico italiano
- 1944 - Keith Emerson, tastierista, pianista e organista britannico († 2016)
- 1944 - Hubert Frasnelli, politico italiano
- 1944 - Osvaldo Guerrieri, critico teatrale, giornalista e scrittore italiano
- 1944 - Kevin Hector, ex calciatore inglese
- 1944 - Jeffrey Hoffman, ex astronauta e astrofisico statunitense
- 1944 - Tomie Kataoka, attrice e doppiatrice giapponese
- 1944 - Seppo Koponen, aracnologo e zoologo finlandese
- 1944 - Fede Latronico, politico e medico italiano
- 1944 - Harry Laurie, ex cestista statunitense
- 1944 - Domingo Mandrafina, fumettista argentino
- 1944 - Aleksandre Met'reveli, ex tennista sovietico
- 1944 - Giovanni Ventura, terrorista e editore italiano († 2010)
- 1944 - Liesel Westermann, ex discobola tedesca
- 1945 - Samuel Arday, allenatore di calcio ghanese († 2017)
- 1945 - Francesco Attaguile, politico italiano
- 1945 - Cabralzinho, allenatore di calcio e ex calciatore brasiliano
- 1945 - Luc De Bruyckere, imprenditore belga
- 1945 - Giōrgos Kolokythas, cestista greco († 2013)
- 1945 - Larry Little, ex giocatore di football americano statunitense
- 1945 - Jean-Jack Queyranne, politico francese
- 1945 - J. D. Souther, cantautore, chitarrista e attore statunitense († 2024)
- 1945 - Jerry Wasserman, attore statunitense
- 1946 - István Görgényi, ex pallanuotista ungherese
- 1946 - Alan Jones, ex pilota automobilistico australiano
- 1946 - Richard Newman, doppiatore statunitense
- 1946 - Norman Quijano, politico salvadoregno
- 1946 - Giuseppe Sinopoli, direttore d'orchestra, compositore e saggista italiano († 2001)
- 1946 - Mario Specchio, scrittore, poeta e traduttore italiano († 2012)
- 1947 - Chicco Crippa, politico italiano
- 1947 - Miguel María Lasa, ex ciclista su strada spagnolo
- 1947 - Kate Linder, attrice e modella statunitense
- 1947 - Giancarlo Magrini, allenatore di calcio, dirigente sportivo e ex calciatore italiano
- 1947 - Allan Michaelsen, calciatore danese († 2016)
- 1947 - Dave Pegg, bassista britannico
- 1947 - Clive Williams, rugbista a 15 britannico
- 1947 - Rodney Williams, politico antiguo-barbudano
- 1948 - Mario Caruso, politico italiano († 2008)
- 1948 - Ezio Di Matteo, ex tennista italiano
- 1948 - Víctor Galíndez, pugile argentino († 1980)
- 1948 - Maggie Gee, scrittrice britannica
- 1948 - Virgilio Ilari, storico italiano
- 1948 - László Pethő, ex schermidore ungherese
- 1949 - Franco Berardi, attivista e saggista italiano
- 1949 - Dino Gobbi, ex calciatore italiano
- 1949 - Mineko Iwasaki, giapponese
- 1949 - Lelio Lazzarini, pittore e ex rugbista a 15 italiano
- 1949 - Lois McMaster Bujold, scrittrice statunitense
- 1949 - Frankie Miller, cantante e compositore scozzese
- 1949 - Hermann Ohlicher, ex calciatore tedesco
- 1949 - Alfred Riedl, calciatore e allenatore di calcio austriaco († 2020)
- 1949 - Gigi Sammarchi, attore e comico italiano
- 1949 - José Luis Viejo, ciclista su strada spagnolo († 2014)
- 1949 - Dave Wohl, ex cestista, allenatore di pallacanestro e dirigente sportivo statunitense
- 1950 - Paolo Buglioni, attore, doppiatore e direttore del doppiaggio italiano
- 1950 - Rino Cammilleri, scrittore e giornalista italiano
- 1950 - Primo Galdelli, politico italiano
- 1950 - Ljubomir Ljubojević, scacchista serbo
- 1950 - Frank Mentzer, scrittore e autore di giochi statunitense
- 1951 - Jean-Michel Aguirre, ex rugbista a 15 e allenatore di rugby a 15 francese
- 1951 - Jorge Andrew, ex tennista venezuelano
- 1951 - Victor Boistol, ex cestista francese
- 1951 - Stanislao Bozzi, ex calciatore e allenatore di calcio italiano
- 1951 - Alberto Cheli, cantautore italiano
- 1951 - Maura Fabbri, ex calciatrice italiana
- 1951 - Kathy Hammond, ex velocista statunitense
- 1951 - Gianpietro Maffoni, politico italiano
- 1951 - Bao Xishun, showman cinese
- 1952 - David Andrews, attore statunitense
- 1952 - Jean-Marie Chauvet, speleologo francese
- 1952 - Edmond Djitangar, arcivescovo cattolico ciadiano
- 1952 - Carissa Etienne, medico dominicano († 2023)
- 1952 - Jean-Claude Fabbri, ex ciclista su strada italiano
- 1952 - Laurence D. Fink, imprenditore statunitense
- 1952 - Ron Lea, attore canadese
- 1952 - Ron Lee, ex cestista statunitense
- 1952 - Maxine Nightingale, cantante britannica
- 1952 - Andy Paley, produttore discografico e compositore statunitense († 2024)
- 1952 - Alan Winstanley, produttore discografico britannico
- 1952 - Fabio Zavattaro, giornalista italiano
- 1953 - Elena Gentile, politica e attivista italiana
- 1953 - Gerd Grabher, ex arbitro di calcio austriaco
- 1953 - Abdolfattah Soltani, avvocato e attivista iraniano
- 1953 - Daniele Vineis, percussionista, compositore e docente italiano
- 1954 - Tony Cavazo, bassista messicano
- 1954 - Enrique Máximo García, musicologo e storico dell'arte spagnolo († 2008)
- 1954 - Marie McLaughlin, soprano scozzese
- 1954 - Vedran Rožić, allenatore di calcio e ex calciatore jugoslavo
- 1954 - Sheila Strike, ex cestista canadese
- 1954 - Gary Yershon, compositore britannico
- 1955 - Peter Bossman, medico e politico ghanese
- 1955 - Kenneth Mapp, politico americo-verginiano
- 1955 - Mark Reynolds, ex velista statunitense
- 1955 - Kōji Tanaka, allenatore di calcio e ex calciatore giapponese
- 1956 - Giangiacomo Calligaris, generale italiano († 2014)
- 1956 - Luciano Dottarelli, filosofo italiano
- 1956 - Jean-Marc Eychenne, vescovo cattolico francese
- 1956 - Gerardo Labellarte, politico italiano
- 1956 - Sebastiano Sandro Ravagnani, autore televisivo italiano († 2024)
- 1957 - Antonello Bacciocchi, politico sammarinese
- 1957 - Michael Bailey Smith, attore e stuntman statunitense
- 1957 - Bärbel Broschat, ex ostacolista tedesca
- 1957 - Jenny Cheesman, ex cestista australiana
- 1957 - Andrea Colasio, ex politico italiano
- 1957 - Rita Crockett, ex pallavolista statunitense
- 1957 - Emanuela Falcetti, giornalista, conduttrice radiofonica e conduttrice televisiva italiana
- 1957 - Lucien Favre, allenatore di calcio e ex calciatore svizzero
- 1957 - Osvaldo Heriberto Hurtado, allenatore di calcio e ex calciatore cileno
- 1957 - Andreas Köstenberger, biblista e teologo austriaco
- 1957 - José Ribeiro, ex calciatore portoghese
- 1957 - Lunetta Savino, attrice italiana
- 1958 - Carter Beauford, batterista statunitense
- 1958 - Franco Boffi, mezzofondista e siepista italiano
- 1958 - Bobby Dall, bassista statunitense
- 1958 - Mohamed Sayed Soliman, ex cestista egiziano
- 1959 - Saïd Aouita, ex mezzofondista marocchino
- 1959 - Andrea Carraro, scrittore italiano
- 1959 - Eduardo Fiorillo, imprenditore, giornalista e regista italiano
- 1959 - William Goldenberg, montatore statunitense
- 1959 - Ted Kitchel, ex cestista statunitense
- 1959 - Paolo Emilio Landi, regista teatrale e giornalista italiano
- 1959 - Mark May, ex giocatore di football americano statunitense
- 1959 - Paul Morris, tastierista statunitense
- 1959 - Peter Mullan, attore, regista e sceneggiatore britannico
- 1959 - Gerald Mörken, ex nuotatore tedesco
- 1959 - Damir Škaro, ex pugile croato
- 1960 - Pascal Arnold, sceneggiatore, produttore cinematografico e regista francese
- 1960 - Bruce Baumgartner, ex lottatore statunitense
- 1960 - Andy Borg, cantante, conduttore televisivo e showman austriaco
- 1960 - Andrzej M. Chołdzyński, architetto polacco
- 1960 - Rosalyn Fairbank, ex tennista sudafricana
- 1960 - François Lemarchand, ex ciclista su strada francese
- 1960 - Anu Malik, compositore indiano
- 1960 - Andre Mannaart, kickboxer e artista marziale misto olandese
- 1960 - Paul Martini, ex pattinatore artistico su ghiaccio canadese
- 1960 - Pornsak Songsaeng, cantante thailandese († 2021)
- 1961 - Aminata Diagne, ex cestista senegalese
- 1961 - Anett Fiebig, nuotatrice tedesca orientale
- 1961 - Sigrid Kaag, politica e diplomatica olandese
- 1961 - Elke Kahr, politica austriaca
- 1961 - K.d. lang, cantautrice canadese
- 1961 - Marianne Mäkelä, ex cestista finlandese
- 1961 - Ann Sarnoff, manager statunitense
- 1962 - Mireille Delunsch, soprano francese
- 1962 - Medina Dixon, cestista statunitense († 2021)
- 1962 - Olaf Förster, ex canottiere tedesco
- 1962 - Mokhtar Kechamli, calciatore algerino († 2019)
- 1962 - Paola Majano, doppiatrice italiana
- 1962 - Rónald Marín, ex calciatore costaricano
- 1962 - Ron McGovney, bassista statunitense
- 1962 - José Luis Medrano, ex calciatore boliviano
- 1962 - Derek Mountfield, ex calciatore e allenatore di calcio inglese
- 1962 - Maman Suryaman, ex sollevatore indonesiano
- 1963 - Dragoljub Brnović, ex calciatore jugoslavo
- 1963 - Steffen Büttner, ex calciatore tedesco orientale
- 1963 - Ines Diers, ex nuotatrice tedesca
- 1963 - Matthew Freud, imprenditore e produttore cinematografico inglese
- 1963 - Tony Gallagher, giornalista e editorialista britannico
- 1963 - Jonas Gardell, scrittore e commediografo svedese
- 1963 - Jens Johansson, tastierista svedese
- 1963 - Brian Kemp, politico statunitense
- 1963 - Hernâni Neves, ex giocatore di beach soccer e ex calciatore portoghese
- 1963 - Borut Pahor, politico sloveno
- 1963 - Marco Peresani, archeologo, antropologo e divulgatore scientifico italiano
- 1963 - Gianfranco Phino, attore, comico e imitatore italiano
- 1963 - Robert Rubčić, allenatore di calcio e ex calciatore croato
- 1963 - Udo Wagner, ex schermidore tedesco
- 1964 - Víctor Antelo, allenatore di calcio e ex calciatore boliviano
- 1964 - Desmond Armstrong, ex calciatore statunitense
- 1964 - Jorge Borelli, ex calciatore argentino
- 1964 - Édgar de León, ex cestista portoricano
- 1964 - John Francis Doerfler, vescovo cattolico statunitense
- 1964 - Khalil Ghanim, ex calciatore emiratino
- 1964 - Ewa Kupiec, pianista polacca
- 1964 - Mykola Lisin, politico e imprenditore ucraino († 2011)
- 1964 - Lynn Nottage, drammaturga e produttrice televisiva statunitense
- 1964 - Olena Pachol'čyk, ex velista ucraina
- 1964 - Sonja Reichart, ex sciatrice freestyle tedesca
- 1964 - Salvatore Totino, direttore della fotografia statunitense
- 1964 - Lauren Vélez, attrice statunitense
- 1965 - Paweł Adamowicz, politico e avvocato polacco († 2019)
- 1965 - Salman bin Ibrahim Al Khalifa, dirigente sportivo bahreinita
- 1965 - J.T. Leroy, scrittrice statunitense
- 1965 - Shah Rukh Khan, attore, produttore cinematografico e personaggio televisivo indiano
- 1965 - Samuel Le Bihan, attore francese
- 1965 - Juan Manuel Lillo, allenatore di calcio spagnolo
- 1965 - Nataša Mićić, politica serba
- 1966 - Bernd Dreher, allenatore di calcio e ex calciatore tedesco
- 1966 - Sean Kanan, attore statunitense
- 1966 - Nicki, cantante e conduttrice televisiva tedesca
- 1966 - David Schwimmer, attore, regista e produttore cinematografico statunitense
- 1966 - Dubravko Šimenc, ex pallanuotista croato
- 1967 - Jalil Zaidan Agool, ex calciatore iracheno
- 1967 - Kurt Elling, cantante statunitense
- 1967 - Akira Ishida, attore e doppiatore giapponese
- 1967 - Barbara Lagoa, avvocato e giurista statunitense
- 1967 - Derek Porter, ex canottiere canadese
- 1967 - Ryszard Sobczak, ex schermidore polacco
- 1967 - Zvonimir Soldo, allenatore di calcio e ex calciatore croato
- 1967 - Scott Walker, politico statunitense
- 1967 - Stipe Šarlija, allenatore di pallacanestro croato
- 1968 - Petar Aleksić, ex cestista e allenatore di pallacanestro bosniaco
- 1968 - Jaume Balagueró, regista spagnolo
- 1968 - Antonio Buonfiglio, politico italiano
- 1968 - Neal Casal, cantautore e chitarrista statunitense († 2019)
- 1968 - Samantha Ferris, attrice canadese
- 1968 - Keith Jennings, ex cestista e allenatore di pallacanestro statunitense
- 1968 - Juan Ramón López Muñiz, allenatore di calcio e ex calciatore spagnolo
- 1969 - Reginald Arvizu, bassista statunitense
- 1969 - Jenny Gal, ex judoka olandese
- 1969 - Emiliano Liuzzi, giornalista e opinionista italiano († 2016)
- 1969 - Martin Obšitník, ex calciatore slovacco
- 1969 - Jenny Palmqvist, arbitro di calcio svedese
- 1969 - Milena Rázgová, ex cestista slovacca
- 1969 - Sigrid Wille, ex fondista tedesca
- 1970 - Lorenzo Calza, sceneggiatore italiano
- 1970 - Jason Dodd, ex calciatore inglese
- 1970 - Lucy Hawking, giornalista e educatrice inglese
- 1970 - Fredy Herrera, allenatore di calcio a 5 e ex giocatore di calcio a 5 cubano
- 1970 - Ahmadou Keita, ex cestista maliano
- 1970 - Patrick King, ex cestista tedesco
- 1970 - Seijin Oikawa, pilota motociclistico giapponese
- 1970 - Valbona Sako, politica albanese
- 1970 - Kari Seitz, arbitro di calcio statunitense
- 1970 - Sharmell Sullivan, ex ballerina e ex wrestler statunitense
- 1971 - Evgenij Bušmanov, allenatore di calcio e ex calciatore russo
- 1971 - Meta Golding, attrice haitiana
- 1971 - Kang Chul, ex calciatore sudcoreano
- 1972 - Paul Butler, allenatore di calcio e ex calciatore irlandese
- 1972 - Derlis Gómez, ex calciatore paraguaiano
- 1972 - Éva Henger, attrice, modella e personaggio televisivo ungherese
- 1972 - Jukka Jalonen, allenatore di hockey su ghiaccio e ex hockeista su ghiaccio finlandese
- 1972 - Alessandra Meloni, personaggio televisivo e ex modella italiana
- 1972 - Phoebe Mills, ex ginnasta statunitense
- 1972 - Marion Posch, ex snowboarder italiana
- 1972 - Sydney Rowe, ex cestista barbadiano
- 1972 - Alfred Schreuder, allenatore di calcio e ex calciatore olandese
- 1972 - Agung Setyabudi, ex calciatore indonesiano
- 1972 - Darío Silva, ex calciatore uruguaiano
- 1972 - Batram Suri, ex calciatore salomonese
- 1972 - Samantha Womack, attrice britannica
- 1973 - Ljudmila Arloŭskaja, ex biatleta bielorussa
- 1973 - Samir Barać, ex pallanuotista croato
- 1973 - David Cooper, ex hockeista su ghiaccio canadese
- 1973 - John Hayes, ex rugbista a 15 irlandese
- 1973 - Leonardo Moreno, ex calciatore colombiano
- 1973 - Alan Morgan, ex calciatore gallese
- 1973 - Marisol Nichols, attrice statunitense
- 1973 - Joachin Yaw Acheampong, allenatore di calcio e ex calciatore ghanese
- 1974 - Barbara Chiappini, conduttrice televisiva, showgirl e attrice italiana
- 1974 - Lol Crawley, direttore della fotografia britannico
- 1974 - James Haydon, pilota motociclistico britannico
- 1974 - Nelly, rapper, cantante e attore statunitense
- 1974 - Zsófia Polgár, scacchista ungherese
- 1974 - Prodigy, rapper statunitense († 2017)
- 1974 - Santiago Salazar, ex calciatore peruviano
- 1974 - Ruslan Salej, hockeista su ghiaccio bielorusso († 2011)
- 1975 - Andrés Baiz, regista colombiano
- 1975 - Danny Cooksey, attore e cantante statunitense
- 1975 - David Sirota, giornalista, editore e scrittore statunitense
- 1975 - Tommaso Mecarozzi, giornalista e telecronista sportivo italiano
- 1975 - Aika Miura, attrice pornografica e modella giapponese
- 1975 - Stéphane Sarrazin, pilota automobilistico francese
- 1975 - Naomi Wakabayashi, doppiatrice giapponese
- 1975 - Chris Walla, cantautore, chitarrista e produttore discografico statunitense
- 1975 - Ófeigur Sigurðsson, scrittore e poeta islandese
- 1976 - Natanael Cano Marín, ex calciatore spagnolo
- 1976 - Matt Cullen, hockeista su ghiaccio statunitense
- 1976 - Daniel da Cruz Carvalho, ex calciatore portoghese
- 1976 - Abdoulaye Demba, ex calciatore maliano
- 1976 - Bren Foster, artista marziale e attore australiano
- 1976 - Daiki Kasho, compositore giapponese
- 1976 - Andreas Mogensen, astronauta danese
- 1976 - Jamie Nieto, ex altista statunitense
- 1976 - Emil Nödtveidt, chitarrista, bassista e tastierista svedese
- 1976 - Thierry Omeyer, ex pallamanista e dirigente sportivo francese
- 1976 - Núria Picas, ultramaratoneta spagnola
- 1976 - Petr Ruman, allenatore di calcio e ex calciatore ceco
- 1976 - Sami Uotila, ex sciatore alpino finlandese
- 1977 - Rodney Buford, ex cestista e allenatore di pallacanestro statunitense
- 1977 - Jason Cerbone, attore statunitense
- 1977 - Konstantinos Economidis, ex tennista greco
- 1977 - Randy Harrison, attore statunitense
- 1977 - Edgar Ochieng, ex calciatore keniota
- 1977 - Deantoni Parks, batterista statunitense
- 1977 - Gabriella Pession, attrice italiana
- 1977 - Reshma Shetty, attrice britannica
- 1977 - Leon Taylor, tuffatore britannico
- 1978 - Juan Antonio Arguelles Rius, musicista, programmatore e produttore discografico spagnolo († 2007)
- 1978 - Deniss Čerkovskis, pentatleta lettone
- 1978 - Oliver Chris, attore e commediografo britannico
- 1978 - Cristina Souza de Carvalho, ex cestista brasiliana
- 1978 - Bartosz Grzelak, allenatore di calcio e ex calciatore svedese
- 1978 - Christian Gyan, calciatore ghanese († 2021)
- 1978 - Avard Moncur, velocista bahamense
- 1978 - Noah Ngeny, ex mezzofondista keniota
- 1978 - Daniel Novák, ex cestista slovacco
- 1978 - Alexander Östlund, ex calciatore svedese
- 1978 - Karim Shabazz, ex cestista statunitense
- 1979 - Vol'ha Barabanščykava, ex tennista bielorussa
- 1979 - Matteo Bellina, attore italiano
- 1979 - Jon M. Chu, regista, sceneggiatore e produttore cinematografico statunitense
- 1979 - Marián Čišovský, calciatore slovacco († 2020)
- 1979 - Domino, ex wrestler statunitense
- 1979 - Erika Flores, attrice statunitense
- 1979 - Dmitrij Murav'ëv, ex ciclista su strada kazako
- 1979 - Martin Petráš, procuratore sportivo e ex calciatore slovacco
- 1979 - Simone Paolo Puleo, ex calciatore italiano
- 1979 - Maria Rooth, hockeista su ghiaccio svedese
- 1979 - Taiye Selasi, scrittrice e fotografa britannica
- 1979 - Tomáš Zdechovský, poeta, fotografo e scrittore ceco
- 1979 - Libor Žůrek, calciatore ceco
- 1980 - William Anin, ex calciatore francese
- 1980 - Kennedy Bakırcıoğlu, ex calciatore svedese
- 1980 - Thomas Bredahl, chitarrista e cantante danese
- 1980 - DJ Mad Dog, produttore discografico e disc jockey italiano
- 1980 - Mustafa Ceceli, cantante turco
- 1980 - Monica Gregori, politica italiana
- 1980 - Brittany Ishibashi, attrice statunitense
- 1980 - Kim So-yeon, attrice sudcoreana
- 1980 - Lap San Leong, ex calciatore macaense
- 1980 - Diego Lugano, ex calciatore uruguaiano
- 1980 - Miroslav Matušovič, calciatore ceco
- 1980 - Karin Ruckstuhl, ex multiplista olandese
- 1980 - Leon Smith, ex cestista statunitense
- 1980 - Ezra Williams, ex cestista statunitense
- 1981 - Esha Deol, attrice indiana
- 1981 - Monica Iozzi, attrice, conduttrice televisiva e doppiatrice brasiliana
- 1981 - Goran Marić, pallavolista serbo
- 1981 - Rafael Márquez Lugo, ex calciatore messicano
- 1981 - Katharine Isabelle, attrice canadese
- 1981 - Martina Ratej, giavellottista slovena
- 1981 - Germán Ré, ex calciatore argentino
- 1981 - Avy Scott, ex attrice pornografica statunitense
- 1981 - Seth Scott, ex cestista statunitense
- 1981 - Tat'jana Tot'mjanina, ex pattinatrice artistica su ghiaccio russa
- 1981 - Ai, cantante giapponese
- 1981 - Lisa Westerhof, velista olandese
- 1981 - Roddy White, ex giocatore di football americano statunitense
- 1982 - Haidar Abdul-Amir, calciatore iracheno
- 1982 - Monica Carminati, ex calciatrice italiana
- 1982 - Yunaika Crawford, ex martellista cubana
- 1982 - Yogeshwar Dutt, lottatore indiano
- 1982 - Kyōko Fukada, cantante e attrice giapponese
- 1982 - Charles Itandje, ex calciatore francese
- 1982 - Shōgo Kobara, ex calciatore giapponese
- 1982 - Jorge Maggio, attore, giornalista e conduttore televisivo argentino
- 1982 - Patrick Schwienbacher, ex slittinista italiano
- 1982 - Johan Wissman, velocista svedese
- 1983 - Elnur Allahverdiyev, ex calciatore azero
- 1983 - Gillian Apps, hockeista su ghiaccio canadese
- 1983 - Fábio Bahia, calciatore brasiliano
- 1983 - Eric Bassombeng, ex calciatore camerunese
- 1983 - Yowlys Bonne, lottatore cubano
- 1983 - Andreas Bourani, cantante tedesco
- 1983 - Elise Daoust, schermitrice canadese
- 1983 - Jason Davis, ex giocatore di football americano statunitense
- 1983 - Robert Lonsdale, attore britannico
- 1983 - Sophie Milliet, scacchista francese
- 1983 - Hiroko Oyamada, scrittrice giapponese
- 1983 - Fred Rosser, wrestler statunitense
- 1983 - Cub Swanson, artista marziale misto statunitense
- 1983 - Răzvan Șelariu, ex ginnasta rumeno
- 1984 - Marion Bertrand, ex sciatrice alpina francese
- 1984 - Vasil Garvanliev, cantante e baritono macedone
- 1984 - Brett Goode, giocatore di football americano statunitense
- 1984 - Tamara Hope, attrice canadese
- 1984 - Anastasija Karpova, cantante russa
- 1984 - Arnold Kruiswijk, ex calciatore olandese
- 1984 - Stanko Sebič, ex cestista sloveno
- 1984 - Bibencio Servín, calciatore paraguaiano
- 1984 - Julia Stegner, supermodella tedesca
- 1984 - Hartman Toromba, ex calciatore namibiano
- 1984 - Valentina Vitale, surfista italiana
- 1985 - Danny Amendola, ex giocatore di football americano e allenatore di football americano statunitense
- 1985 - Franklin Anzité, calciatore centrafricano
- 1985 - Anthony Collins, ex giocatore di football americano statunitense
- 1985 - Maeve Dermody, attrice australiana
- 1985 - Abdulla Baba Fatadi, ex calciatore nigeriano
- 1985 - Lucas González Amorosino, rugbista a 15 argentino
- 1985 - Laura Gorla, ex cestista italiana
- 1985 - Vladimir Jarošenko, ballerino russo
- 1985 - Katia Levitsky, ex cestista ucraina
- 1985 - Jim McAlister, ex calciatore scozzese
- 1985 - James McEveley, ex calciatore scozzese
- 1985 - DeMarcus Nelson, ex cestista statunitense
- 1985 - Christian Suárez, ex calciatore ecuadoriano
- 1985 - Daryl Thompson, giocatore di baseball statunitense
- 1986 - Pablo Armero, ex calciatore colombiano
- 1986 - Héctor Barberá, pilota motociclistico spagnolo
- 1986 - Kartiki Gonsalves, regista indiana
- 1986 - Ryan Hurd, cantautore statunitense
- 1986 - Qin Sheng, calciatore cinese
- 1986 - Andy Rautins, ex cestista e dirigente sportivo canadese
- 1986 - Emanuele Ruzza, doppiatore italiano
- 1986 - Marvin Sánchez, calciatore honduregno
- 1986 - Sidnei Sciola, ex calciatore brasiliano
- 1986 - Yurizan Beltran, attrice pornografica statunitense († 2017)
- 1987 - Thomas Barrows III, velista statunitense
- 1987 - Matej Beňuš, canoista slovacco
- 1987 - Daniel Bolívar, giocatore di calcio a 5 colombiano
- 1987 - Jessica Candelario, pallavolista portoricana
- 1987 - Dani Castellano, calciatore spagnolo
- 1987 - Javi Castellano, calciatore spagnolo
- 1987 - Danny Cipriani, rugbista a 15 britannico
- 1987 - Karim El-Kerem, attore spagnolo
- 1987 - Ali Hassanzadeh, giocatore di calcio a 5 iraniano
- 1987 - Hamed Koné, ex calciatore ivoriano
- 1987 - Petar Marić, cestista croato
- 1987 - Daniel Sikorski, ex calciatore austriaco
- 1987 - Samir Singh, wrestler canadese
- 1987 - Slaven Stjepanović, calciatore montenegrino
- 1987 - Tebalu Zawude, ex mezzofondista e ex maratoneta etiope
- 1988 - Stefano Celozzi, ex calciatore tedesco
- 1988 - Yannick Driesen, ex cestista belga
- 1988 - Mustapha Farrakhan, ex cestista statunitense
- 1988 - Feng Chun-kai, ciclista su strada e pistard taiwanese
- 1988 - Julia Görges, ex tennista tedesca
- 1988 - Terrence Jennings, ex cestista statunitense
- 1988 - Igor Karačić, pallamanista croato
- 1988 - Lindze Letherman, attrice statunitense
- 1988 - Elmar Qasımov, judoka azero
- 1988 - Anna Spyridopoulou, cestista greca
- 1988 - Karsten Tadda, cestista tedesco
- 1988 - Anupam Tripathi, attore indiano
- 1988 - Eddy Vilard, attore messicano
- 1988 - Jordann Yéyé, calciatore francese
- 1988 - Chantal Zaky, modella giamaicana
- 1988 - Irwan Shah, calciatore singaporiano
- 1989 - Brayan Angulo, calciatore colombiano
- 1989 - Phurikulkrit Chusakdiskulwibul, attore televisivo e cantante thailandese
- 1989 - Oleksij Dovhyj, calciatore ucraino
- 1989 - Tsukuru Hori, arrampicatore giapponese
- 1989 - Stevan Jovetić, calciatore montenegrino
- 1989 - Vitolo, ex calciatore spagnolo
- 1989 - Tibor Pleiß, cestista tedesco
- 1989 - Luke Schenn, hockeista su ghiaccio canadese
- 1989 - Stian Semb Aasmundsen, calciatore norvegese
- 1989 - Katelyn Tarver, cantautrice e attrice statunitense
- 1989 - Marcel Titsch-Rivero, calciatore tedesco
- 1989 - João Pedro Vilela, giocatore di calcio a 5 brasiliano
- 1989 - Anthony Watson, skeletonista e modello giamaicano
- 1989 - Edoardo Zardini, ex ciclista su strada italiano
- 1989 - Demeu Zhadrayev, lottatore kazako
- 1990 - Francesca Agostini, attrice italiana
- 1990 - Jonathan Barboza, calciatore uruguaiano
- 1990 - Francesco Berti, politico italiano
- 1990 - Nemanja Bilbija, calciatore bosniaco
- 1990 - Joe Burton, cestista statunitense
- 1990 - Christopher Dibon, ex calciatore austriaco
- 1990 - Daniela Druncea, ginnasta e canottiera rumena
- 1990 - Helton Leite, calciatore brasiliano
- 1990 - Sanin Muminović, calciatore bosniaco
- 1990 - Abeiku Quansah, ex calciatore ghanese
- 1990 - Mike Rosario, cestista statunitense
- 1990 - Kendall Schmidt, cantante, attore e ballerino statunitense
- 1990 - Diana Sujew, mezzofondista tedesca
- 1990 - Kévin Tillie, pallavolista francese
- 1990 - Jesse Williams, giocatore di football americano australiano
- 1991 - Rahul Aware, lottatore indiano
- 1991 - Holly Bradshaw, astista britannica
- 1991 - André Andrade de Castro, calciatore brasiliano
- 1991 - Bastien Chesaux, pilota motociclistico svizzero
- 1991 - Lovre Čirjak, calciatore croato
- 1991 - Mauro Crenna, canoista italiano
- 1991 - Dina Galiakbarova, schermitrice russa
- 1991 - Jimmy Garoppolo, giocatore di football americano statunitense
- 1991 - Michelle Li, giocatrice di badminton canadese
- 1991 - Julian Norfleet, ex cestista statunitense
- 1991 - Rômulo Cabral, calciatore brasiliano
- 1991 - Romaine Sawyers, calciatore nevisiano
- 1992 - Mitchell Beal, pallavolista statunitense
- 1992 - Sergiu Buș, calciatore rumeno
- 1992 - Thierry Chenal, ex biatleta italiano
- 1992 - Christine Clark, ex cestista statunitense
- 1992 - Corey Clement, giocatore di football americano statunitense
- 1992 - Slavko Damjanović, calciatore montenegrino
- 1992 - Vlatko Drobarov, calciatore macedone
- 1992 - James Farr, cestista statunitense
- 1992 - Lizzie Freeman, doppiatrice statunitense
- 1992 - Marlon López, calciatore nicaraguense
- 1992 - Rémi Mulumba, calciatore francese
- 1992 - Nicolás Méndez, pallavolista argentino
- 1992 - Robin Ngalande, calciatore malawiano
- 1992 - Jordi Tixier, pilota motociclistico francese
- 1993 - Kacjaryna Andrėeva, giornalista bielorussa
- 1993 - Tobias Borg, cestista svedese
- 1993 - Ignacio Caroca, calciatore cileno
- 1993 - Jacob Dawson, canottiere britannico
- 1993 - Harvey Dixon, mezzofondista gibilterriano
- 1993 - Edoardo Goldaniga, calciatore italiano
- 1993 - Atdhetare Halitjaha, calciatrice kosovara
- 1993 - Ryan Ingraham, altista bahamense
- 1993 - Dīmītrios Kourmpelīs, calciatore greco
- 1993 - Dražen Luburić, pallavolista serbo
- 1993 - Michał Michalak, cestista polacco
- 1993 - Gioele Moretti, cestista sammarinese
- 1993 - Víctor Ruiz Abril, calciatore spagnolo
- 1993 - Danila Sotnikov, lottatore russo
- 1993 - Nikola Stijepović, calciatore montenegrino
- 1993 - Aries Toledo, multiplista filippino
- 1993 - Josefin Vesterberg, cestista svedese
- 1994 - Murodjon Ahmadaliyev, pugile uzbeko
- 1994 - Emery Bayisenge, calciatore ruandese
- 1994 - Lala &ce, rapper francese
- 1994 - Juan Espínola, calciatore paraguaiano
- 1994 - Jordan Howard, giocatore di football americano statunitense
- 1994 - Roholla Iqbalzadeh, ex calciatore afghano
- 1994 - Alwin Komolong, calciatore papuano
- 1994 - Wes Lee, wrestler statunitense
- 1994 - Patrik, cantante e ex calciatore islandese
- 1994 - Hassan Ridgeway, giocatore di football americano statunitense
- 1994 - Kristen Santos-Griswold, pattinatrice di short track statunitense
- 1994 - Daniel Szymkiewicz, cestista polacco
- 1994 - Yeltsin Álvarez, calciatore guatemalteco
- 1995 - Liban Abdulahi, calciatore olandese
- 1995 - Dakota Allen, giocatore di football americano statunitense
- 1995 - Roberney Caballero, calciatore cubano
- 1995 - Chloé Chevalier, ex biatleta francese
- 1995 - Saloum Faal, calciatore gambiano
- 1995 - Plamen Gălăbov, calciatore bulgaro
- 1995 - Aleksandr Kleščenko, calciatore russo
- 1995 - Karl Kuus, ex sciatore alpino canadese
- 1995 - Jesús Liranzo, tuffatore venezuelano
- 1995 - Takkarist McKinley, giocatore di football americano statunitense
- 1995 - Vittorio Nobile, cestista italiano
- 1995 - Filip Panák, calciatore ceco
- 1995 - Brandon Soo Hoo, attore statunitense
- 1995 - Eva Urevc, fondista slovena
- 1995 - Hanna Öberg, biatleta svedese
- 1996 - Ibrahim Conteh, ex calciatore sierraleonese
- 1996 - Jana Fett, tennista croata
- 1996 - Cami, cantante cilena
- 1996 - Shaquell Moore, calciatore statunitense
- 1996 - Ján Volko, velocista slovacco
- 1996 - Andre de Jong, calciatore neozelandese
- 1997 - Damir Ceter, calciatore colombiano
- 1997 - Kadre Gray, cestista canadese
- 1997 - Davis Keillor-Dunn, calciatore inglese
- 1997 - Julien Ngoy, calciatore belga
- 1997 - Utku Yuvakuran, calciatore turco
- 1998 - Tray Buchanan, cestista statunitense
- 1998 - Caleb Farley, giocatore di football americano statunitense
- 1998 - Nadav Guedj, cantante francese
- 1998 - Vasilije Janjičić, calciatore svizzero
- 1998 - Riley McGree, calciatore australiano
- 1998 - Josh Wiggins, attore statunitense
- 1999 - Lilian Brassier, calciatore francese
- 1999 - Duarte Valente, calciatore portoghese
- 1999 - Marcos López, calciatore peruviano
- 1999 - Caden Sterns, giocatore di football americano statunitense
- 1999 - Ar'Darius Washington, giocatore di football americano statunitense
- 2000 - Vito Braet, ciclista su strada belga
- 2000 - Alphonso Davies, calciatore canadese
- 2000 - Georgia-Mae Fenton, ginnasta britannica
- 2000 - Alejandro García, calciatore uruguaiano
- 2000 - Yūga Tarumi, pallavolista giapponese
- 2000 - Vincent Van Hemelen, ciclista su strada belga
- 2000 - Jared Wiley, giocatore di football americano statunitense
- 2000 - Aurora Zantedeschi, tennista italiana

## XXI secolo(20)
- 2001 - Tobias Berger, calciatore austriaco
- 2001 - Moisés Caicedo, calciatore ecuadoriano
- 2001 - Zeudi Di Palma, modella italiana
- 2001 - Juliette Gelin, pallavolista francese
- 2001 - Tommaso Maria Neri, attore e modello italiano
- 2001 - Lazar Pavlović, calciatore serbo
- 2001 - Deuce Vaughn, giocatore di football americano statunitense
- 2002 - Hamza Igamane, calciatore marocchino
- 2002 - Dominik Javorček, calciatore slovacco
- 2002 - Nowend Lorenzo, calciatore dominicano
- 2002 - Diogo Nascimento, calciatore portoghese
- 2002 - Iris Tió, nuotatrice artistica spagnola
- 2003 - Ludvig Nåvik, calciatore svedese
- 2003 - Jochem Ritmeester van de Kamp, calciatore olandese
- 2004 - Sergej Pinjaev, calciatore russo
- 2004 - Tyler Smith, cestista statunitense
- 2004 - Emely Torazza, saltatrice con gli sci svizzera
- 2005 - Mateo Telechea, calciatore uruguaiano
- 2006 - Manila Esposito, ginnasta italiana
- 2009 - Gong Zhenqi, nuotatrice cinese

## Senza anno specificato(1)
- Corrado Politi, patriota, politico e scienziato italiano († 1872)